# Fa Tjauw Song Foei
Fa Tjauw Song Foei is de oudste nog bestaande Chinese ondernemersvereniging van Suriname. Het werd op 21 februari 1943 gesticht door negen Chinese Surinamers die werkzaam waren in de (detail)handel. Tegenwoordig is het een van de drie grootste Chinese verenigingen in Suriname. H.K.A. Kleine, de toenmalige secretaris van koloniaal Suriname, keurde de inschrijving van de vereniging bij de overheid goed.
In de jaren 60 richtte de vereniging de Fa Tjauw Chinese School (華僑學校) op. Kinderen van Chinese Surinamers konden hierop gratis Chineestalig onderwijs volgen.
Sinds 1994 werkt de ondernemersvereniging samen met Chung Fa Foei Kon aan de Chineestalige krant Chung Fa Dagblad, wegens de betere financiële omstandigheden die de samenwerking schept.